# 東海林路得子
東海林 路得子（しょうじ るつこ、1933年 - 2015年（平成27年）3月16日）は、ラディカル・フェミニストの女性解放運動家。キリスト教徒。

## 人物
YWCA（キリスト教女子青年会）幹事、NCC（日本キリスト教協議会）教育部総主事を歴任。その後は日本キリスト教婦人矯風会の性・人権部に移り、1992年から2000年まで同会が運営している女性向けシェルター「女性の家HELP」のディレクターを務めた。現在は矯風会ステップハウス所長、女たちの戦争と平和資料館館長。
日本の慰安婦問題をライフワークとしており、激しい議論を呼んだ「日本軍性奴隷制を裁く女性国際戦犯法廷」を主催した「「戦争と女性への暴力」日本ネットワーク（VAWW-NETジャパン）」の共同代表でもあった。
2015年3月16日、81歳で死去。

## 著書
- 『外国人・民族的マイノリティ人権白書「DV被害女性の逮捕事件」』外国人人権法連絡会編（明石書店、2007)ISBN 978-4750326252

## 註
1. 1 2  『現代物故者事典2015～2017』（日外アソシエーツ、2018年）p.300
2. ↑  
wowkorea.jp (2009年9月25日). “政権交代が慰安婦問題解決の機会に、東海林路得子氏”. 2009年9月25日閲覧。